# Guerre de Gümmenen
Habsbourg contre la ville de Berne
La guerre de Gümmenen a opposé entre 1331 et 1333 la ville de Berne aux Habsbourg alors en place à Fribourg. Il s'agit du deuxième conflit important entre les deux villes, le premier étant la bataille de Dornbühl en 1298.

## Contexte
À la fin du XIIIe siècle, les relations entre Fribourg et Berne sont tendues. À la suite de la bataille de Dornbühl en 1298, Berne devient une ville franche. Les Habsbourg tentent de s'opposer à la cité grandissante en achetant un maximum de territoires et en entreprenant diverses actions politiques dont des alliances avec la noblesse. La dynastie avait fait l'acquisition de Fribourg  en 1277 (qui avait été fondée comme Berne par les Zähringen) après avoir été pendant plus d'un demi-siècle entre les mains des Kybourg. 

## Conflit
L'acquisition de la ville de Laupen par Berne en 1324 constitue une menace pour Fribourg. Cette dernière lance un siège contre le château de Mülenen (en) en 1331, attaque à laquelle répond Berne avec ses alliés en envoyant une expédition punitive à Gümmenen. La ville est en possession de Fribourg depuis 1319 et pour Berne, il s'agit également d'un point stratégique permettant de franchir la Sarine. Gümmenen est détruite et Berne pratique une politique de la terre brûlée en rasant et pillant de nombreux villages de la région. En 1332, avec l'aide de Soleure, Berne s'empare de la ville d'Halten permettant d'asseoir son pouvoir dans la région comprise entre Aeschi et Kriegstetten. 

## Résolution
En 1333, la reine Agnès de Hongrie réussit à faire négocier les deux parties. Gümmenen reste entre les mains fribourgeoises. Pour Berne, la guerre permet de renforcer ses positions dans l'Oberland et de contrer les barons de Weissenburg. 
La paix ne fut toutefois que de courte durée puisque la guerre de Laupen (1339) et plus tard la guerre de Fribourg (1447-1448) marquèrent le début d'une nouvelle escalade conflictuelle entre les deux villes.